# Breguet Deux-Ponts
Breguet 761/763/765 je bilo družina štirimotornih dvonadstropnih propelerskih letal, ki jih je zasnoval francoski Breguet v 1940ih. Uporabljali so se kot potniška in transportna letala. Letalo je imelo neuradni vzdevek Deux-Ponts ("dvonadstropni"). Skupaj je bilo zgrajenih 20 letal. 

## Specifikacije (Br.763)
Podatki iz Jane's All The World's Aircraft 1953–54;Bridgman 1953, pp. 128–129
Splošne karakteristike
- Posadka: 3
- Število sedežev: 107 potnikov
- Dolžina: 28,94 m (94 ft 11 in)
- Razpon kril: 42,96 m (140 ft 11 in)
- Višina: 9,56 m (31 ft 4 in)
- Površina kril: 185,4 m² (1996 sq ft)
- Vitkost: 9,95:1
- Teža praznega letala: 32535 kg (71577 lb)
- Maks. vzletna teža: 50000 kg (111000 lb)
- Pogon letala: 4 ×  zvezdasti motor Pratt & Whitney R-2800-CA18, 2400 KM (1790 kW)  vsak

 Zmogljivost 
- Maks. hitrost: 390 km/h (210 vozlov, 242 mph) na višini 3000 m (10000 ft)
- Potovalna hitrost: 336 km/h (183 vozlov, 210 mph) (ekonomična potovalna hitrost)
- Doseg: 2290 km (1243 nmi, 1430 milj)
- Hitrost vzpenjanja: 5,8 m/s (1140 ft/min) na nivoju morja